# Euploea bumila
Euploea bumila är en fjärilsart som beskrevs av Evans 1932. Euploea bumila ingår i släktet Euploea och familjen praktfjärilar. Inga underarter finns listade i Catalogue of Life.